# 釋淨心
釋淨心（1929年7月19日—2020年2月15日），男，俗名蕭鴻川，法名演清，字號淨心、定德，臺中市潭子區人，臺灣佛教僧人。

## 生平
1950年於新竹法源寺依止斌宗長老出家。1962年，親近白聖長老，承繼白聖長老所持的臨濟宗七塔法脈，1963年5月5日，接任高雄阿蓮光德寺住持至今已有50餘年，1967年至1981年，擔任高雄縣佛教會（今大高雄佛教會）第8-13屆理事長，1979年至1994年擔任臺灣省佛教會（今台灣佛教總會）第14-18屆理事長，1992年，接任世界佛教華僧會會長至今已有20餘年，1993年至2001年，擔任中國佛教會第13-14屆理事長。
2020年2月15日下午3點49分圓寂於高雄市阿蓮區光德寺，享耆壽91歲。

## 著作
- 《白聖長老日記》（共23冊）
- 《淨心長老法語輯》
- 《楞嚴經講記》（共10冊）
- 《妙法蓮華經啟蒙》（共7冊）
- 《觀世音菩薩普門品淺說》

## 電視弘法節目
- 華視《光明世界》（1980年11月12日開播，每週日上午10點至10點半播出）
- 中視《淨覺法語》（1995年4月8日開播，每週日上午8點至8點半播出）[註 1]

## 褒揚令
總統蔡英文於2月17日在總統府秘書長陳菊及內政部部長徐國勇等陪同下前來悼念，3月15日舉辦圓寂讚頌會，由總統府秘書長陳菊代表蔡英文頒贈褒揚令，褒揚令全文為：

世界佛教華僧會會長、中國佛教會名譽理事長淨心長老，醇熙愷悌，沖襟守素。少歲發願皈依摩頂，卒業臺灣佛教律學研究院暨日本京都佛教大學，嗣獲泰國摩訶朱拉隆功大學榮譽博士學位，閎覽釋典，暉光日新。歷任臺北市十普寺暨臨濟護國禪寺董事長、光德寺住持等職，開辦淨覺佛學院、淨覺僧伽大學、淨覺雜誌，悉力弘揚戒法精微，引領正向良善風氣；健全僧尼教育養成，厚植佛學宣講人才；協應多項災變賑濟，張拓社會救助網絡，惠愛溥施，痌瘝在抱。爰創立淨覺育幼院、淨覺社會福利慈善事業基金會、淨覺老人養護中心等機構，殫慮弱勢童稚撫育，極心銀髮族群照護；推展志願服務培訓，體現永續公益關懷，扶危解困，雅操深衷；茂行令望，遐邇咸欽。復積極落實世界宗教合作，增進國際文化交流，執德踐義，安民睦誼。平居潛修撰著，尤以《楞嚴經講記》、《妙法蓮華經啟蒙》傳燈，覺他聲聞，普世沾溉。綜其生平，慈雲高澤－榮施布乎黎庶，貫道履仁－風猷馳諸蓬島，絜矩楷範，遠挹清芬。遽聞耆壽示寂，軫悼良殷，應予明令褒揚，用示政府崇禮碩德之至意。

總　　　統　蔡英文　　　　

行政院院長　蘇貞昌　　　　